# Henrietta Hobart
Henrietta Howard (1689 – 26 luglio 1767) fu un'amante del re Giorgio II di Gran Bretagna.

## Biografia
Era la figlia di Sir Henry Hobart, IV baronetto, un proprietario terriero del Norfolk che fu ucciso in un duello quando Henrietta aveva otto anni. Sua madre Elizabeth (nata Maynard) morì qualche anno dopo.
Essendo diventata la pupilla del conte di Suffolk, ne sposò nel 1706 il figlio minore, Charles Howard, nella speranza di provvedere per i fratelli. Ebbero un figlio, Henry Howard, X conte di Suffolk, ma il matrimonio fu infelice; Charles era uno che picchiava la moglie e un giocatore compulsivo.
Nel 1714 si recarono a Hannover sperando di ingraziarsi il futuro Giorgio I di Gran Bretagna. Henrietta conobbe e diventò l'amante di suo figlio (il futuro Giorgio II) e fu nominata Woman of the Bedchamber (letteralmente "donna della camera da letto") della moglie, Carolina di Ansbach. Nel 1723 il principe fece un accordo finanziario con il marito in cambio dei suoi servizi come amante reale.
Lei e suo marito si separarono ufficialmente e dopo la morte di Charles Howard nel 1733 Henrietta si risposò nel 1735 con the Hon. George Berkeley, figlio del conte di Berkeley.
Dopo aver lasciato la sua posizione di amante di Giorgio II acquistò dei terreni sulle rive del fiume Tamigi, avendo ricevuto da lui una liquidazione finanziaria molto cospicua. Marble Hill House a Twickenham fu costruita per lei su questo sito dall'architetto Roger Morris, che collaborò nel suo design con il conte di Pembroke, uno dei "conti architetto". Quando il suo secondo marito morì nel 1746, Henrietta si ritirò lì permanentemente. I suoi molti amici includevano Charles Mordaunt, III conte di Peterborough e Alexander Pope, che scrisse di lei, nel suo poema On a certain lady at court:
Sapevo una cosa che è molto rara
(L'invidia tace e attende!)
Conoscevo una donna ragionevole,
Bella e spiritosa, ma un'amica.
I suoi corrispondenti includevano anche Horace Walpole e Jonathan Swift.